# Ungheria ai III Giochi olimpici invernali
L'Ungheria partecipò ai III Giochi olimpici invernali, svoltisi a Lake Placid, Stati Uniti, dal 4 al 15 febbraio 1932, con una delegazione di 4 atleti impegnati in una disciplina.

## Medaglie
| Medaglia | Atleta                       | Sport                 | Evento                         |
| -------- | ---------------------------- | --------------------- | ------------------------------ |
| Bronzo   | Emília Rotter László Szollás | Pattinaggio di figura | Pattinaggio di figura a coppie |